# Bombyx dictéoïde
Pheosia gnoma · Faïence
Espèce
Le Bombyx dictéoïde ou la Faïence (Pheosia gnoma) est une espèce de lépidoptères (papillons) de la famille des Notodontidae.
- Répartition : Europe (du nord de l'Espagne au Cap Nord) jusqu'à la Chine.
- Description : gris clair et brun, l'imago présente une tache blanche triangulaire, étroite, au sommet arrière des ailes antérieures ; envergure du mâle : 19 à 22 mm ; la chenille glabre, brun roux sur le dessus, présente deux bandes latérales jaunâtres et une excroissance sur le dessus du 8e segment abdominal.
- Période de vol : d’avril à septembre en deux générations.
- Habitat : forêts et prairies de la plaine aux massifs montagneux (ce papillon évite les régions sèches et en particulier les régions de climat méditerranéen).

## Biologie
- Œufs pondus à la surface supérieure des feuilles, en petits nombres, en mai-juin et août.
- Chenilles : éclosent en mai-juin et août ; au repos, elles se cachent sous les feuilles.
- Plantes hôtes : Betula, Quercus, Populus, Alnus, Salix.
- Nymphose : en juillet et septembre. Les cocons sont dans la terre.
- Emergence : juillet-août et avril-mai respectivement.

## Sources
- P.C. Rougeot, P. Viette, Guide des papillons nocturnes d'Europe et d'Afrique du Nord, Delachaux et Niestlé, Lausanne 1978.
- D.J. Carter et B. Hargreaves, Guide des chenilles d'Europe : les chenilles de plus de 500 espèces de papillons sur 165 plantes hôtes, Paris, Delachaux et Niestlé, février 2005, 311 p. (ISBN 978-2-603-01444-8), p. 220
- Michael Chinery, Insectes de France et d'Europe occidentale, Paris, Flammarion, mai 2005, 320 p. (ISBN 978-2-08-201375-8), p. 148-149